# CD Ferroviarios de Chile
Club Deportivo Ferroviarios de Chile (of kortweg Ferroviarios) is een Chileense voetbalclub uit Estación Central uit de Región Metropolitana, rond de hoofdstad Santiago.

## Geschiedenis

### Ferroviarios eerste club
Ferroviarios voegde zich in 1934 bij de hoogste klasse dat toen zijn tweede seizoen inging en werd negende op twaalf clubs. Dit was het enige seizoen dat de club op het hoogste niveau speelde. Op 23 februari 1950 fusioneerde de club met Badminton dat al vele jaren hoogste klasse erop had zitten en werd zo Ferrobádminton.

### Ferrobádminton
In het eerste seizoen van de fusieclub werd een zevende plaats bereikt, het volgende seizoen werd de club voorlaatste. De club herpakte zich wel en werd derde in 1952. De volgende twee seizoenen speelde de club nog in de subtop maar begon dan te slabakken met een korte heropleving eind jaren vijftig. In 1964 degradeerde de club na een laatste plaats. Het verblijf in de tweede klasse werd tot één seizoen beperkt maar bij de terugkeer werd Ferrobádminton opnieuw laatste. Dit keer kon de club niet meer terugkeren. In 1968 werd de fusie ontbonden en gingen beide clubs opnieuw hun eigen weg.

### Ferroviarios tweede club
De eerste seizoenen in de tweede klasse kon de club in de middenmoot eindigen. In 1972 verloor de club net de promotie aan Palestino. In 1977 werd de club gedeeld laatste met Magallenes, de allereerste landskampioen maar degradeerde niet omdat de competitie uitgebreid werd. In 1980 verhuisde de club naar Talagante en nam de naam Talagante Ferro aan. In 1982 degradeerde de club en het volgende jaar nam de club opnieuw de naam Ferroviarios aan. Intussen speelt de club in de derde klasse.